# Trogirska katedrala
Trogirska katedrala sv. Lovre je jedan od najznamenitijih trogirskih spomenika i UNESCO-va zaštićena svjetska baština. Na ovoj su građevini uočljivi stilovi od romanike do baroka, a u njoj su i vrijedna umjetnička djela.

## Povijest
Gradnja katedrale počela je 1213. godine na temeljima ranokršćanske katedrale koju su uništili Saraceni 1123. god. Poput prethodne i ova je posvećena Svetom Lovri, no poznata je i kao katedrala sv. Ivana (zaštitnik grada, preminuo 1111.), biskupa koji je bio poznat po svom besprijekornom životu i otporu mađarskom kralju Kolomanu koji je okupirao Dalmaciju i cijelu Hrvatsku.
Katedrala je većinom izgrađena u romaničkom stilu (majstori Stjepan i Matej) do 1251. god., dok je gotički svod izgrađen u 15. st. Gradnja je završila 1589. god. dovršetkom zadnjeg kata zvonika u stilu manirizma arhitekta Trifuna Bokaniča (1575. – 1609.), za čiju je gradnju trebalo skoro dva stoljeća. Prvi je kat, djelo Matije Gojkovića, građen u gotičkom stilu (nakon što su je mlečani uništili 1420. god.), drugi ima obilježje venecijanske cvjetne gotike 15. stoljeća (s prozorima koji podsjećaju na prozore Ca' d'Oro). Andrija Aleši 1460. godine dobiva zadatak da uz nadsvođeno predvorje katedrale sv. Lovre dogradi krstionicu. Istovremeno kada je započela izgradnja krstionice Aleši radi i na preoblikovanju katedralne sakristije. Gradnja krstionice trajala je trajala do 1467. godine. Andrija Aleši i Nikola Firentinac 1468. god. potpisuju s trogirskim kaptolom ugovor o izgradnji kapele sv. Ivana Trogirskog. Treći kat zvonika je dovršen krajem 16. stoljeća, a četvrti piramidalni završetak krase četiri manirističke skulpture mletačkog kipara Alessandra Vittoria (1525. – 1608.).
Kapela sv. Ivana Trogirskog je renovirana 2002. god. pod vodstvom američke zaklade Venetian Heritage Incorporation i njenim čelnim čovjekom Lowrencom Lovettom. Nakon što je u travnju 2010. god. završena obnova južnog portala Petra Pozdanića (zajedno s kneževim baroknim vratima iznad kojih se nalazi natpis biskupa Preguana koji datira gradnju katedrale u 1213. god.), odmah je postavljena skela za uređenje njezina istočnog pročelja, a istodobno su nastavljeni radovi i na uređenju unutrašnjosti.

## Odlike
Trogirska katedrala je po konstrukciji arkada arhaična jer su brodovi odvojeni masivnim uzdužnim pilonima, zapravo debelim zidom u kojem su prosječeni prolazi s lukovima, što je još ranoromanička metoda. Ali trogirska je ujedno i najmonumentalnija od svih dalmatinskih romaničkih katedrala i crkava jer je jedina presvođena u sva tri broda (srednji brod, doduše, tek u 15. st.). Stereometrijski čista, zatvorena masa crkve s malim prozorskim otvorima podijeljena je pilastrima na južnoj bočnoj fasadi i tordiranim polustupovima na apsidama, te optočena vijencem slijepih arkadica. Na središnjoj fasadi postoji mali okrugli otvor u kojemu se nalazi isklesani grb najsnažnije dinstije Hrvatsko-Ugarskog kraljevstva, Anžuvinske dinastije kralja Ludovika.
Zvonik je jedan od najzanimljivijih primjera rasta arhitektonskoga spomenika kroz vrijeme u Europi koji djeluje kao presjek svih stilova što su se u Dalmaciji javljali od romanike do manirizma.
Radovanov portal je glavni portal katedrale i ujedno najznačajniji srednjovjekovni portal na istočnom Jadranu te u ovom dijelu Europe. Nazvan je po njegovu autoru Majstoru Radovanu koji ga je isklesao 1240. godine i potpisao s per Raduanum. Skulptura portala karakterističan je primjer gotičkog realizma i humanizma, ali s obilježjima starijeg romaničkog stila.
U unutrašnjosti se ističe veliki oltar u obliku krasnog baldahina (ciborij), djelo majstora Mavra iz 14. st. Na ciboriju su kipovi Gospe i Anđela (Blagovijest). Sa strana oltara, uz zid, nalaze se kipovi sv. Ivana Trogirskog i sv. Lovre u baroknom stilu iz 18. st. Na zidu s lijeve strane oltara je bunar s kruništem (1661.). Osmerokutna propovjedaonica s romaničkim kapitelima djelo je domaće umjetničke škole iz 13. st. Korska drvena sjedala djelo su Ivana Budislavića (15. st.).
Kapela Svetog Ivana Trogiranina je jedan je od najljepših renesansnih spomenika u Europi.Nalazi se uz sjeverni zid katedrale na mjestu gdje se do tada nalazila jedna kuća. Kao i na primjeru krstionice, prostorna koncepcija kapele je rađena prema prostornoj koncepciji Jupiterova hrama u Dioklecijanovoj palači. U dvadeset šest kazeta svoda uklesane su glave serafina što je prema Andriji Mutnjakoviću „jedinstvena kompozicija nepoznata do tada u renesansnoj umjetnosti“. Zidovi kapele podijeljeni su u četiri zine: podnožje u obliku klupe, friz s puttima bakljonošama, središnju zonu s nišama za skulpture i atiku s kružnim prozorskim otvorima.
Kapela sv. Jere (sada Kapela sakramenta) iz 15. st. izgradio je Mikica Sobota, a kao arhitekti spominju se i Gruato i Račić. Na oltaru je dvostruki mramorni tabernakul u baroknom stilu (venecijanski majstor, 1737.). Pred ulazom je uzidan renesansni reljef Bogorodice sa sv. Jeronima i sv. Ladislavom. Oltar sv. Križa krasi raspelo iz 16. st., a na oltaru Jubileja nalazi se slika krštenja Isusova (16. st.). Tu su još i oltari Sv. Augustina (slika Matteinija), Gospe od milosrđa i oltar Imena Marijina (zadužbina Garanjin – Fonfogna). Na stupu pred propovjedaonicom je slika bl. Augustina Kažotića Trogiranina (djelo Palme Mlađega, 1599.). Tu su još slike majstora Dominika Sagomana (1738.), Augustina Ridolfija (18. st.) te iznad kora djela mletačkog slikara Tizianove škole Aleksandra Varotari – Padovanina (1509. – 1650.). U središtu crkve visi velika drvena svjetiljka u obliku dvostrukog gotičkog križa iz 1561. g. Srebrne lampade u crkvi zavjetni su darovi grada Zadra (1723.), Vrlike (1742.), pomoraca iz Levanta (1688) i drugih. Orgulje je izradio Milan Majdak iz Vrapča kod Zagreba 1940. god. i jedne su od najboljih u državi. U njih je ugradio djelove foničkog materijala prethodnih orgulja koje su sagradili Gaetano Callido i 1786. Dominik Moscatelli.
U katedrali ima više grobnica glasovitih trogirskih obitelji (Lučića, Andreisa, Kazotića, Bugoforte i drugih), kao i ona kneza Mladena III. Šubića Bribirskog, «Štita Hrvata», te humanista Frane Frankvila Andronika. U sakristiji katedrale nalazi se veći dio riznice s raznim povijesno-umjetničim predmetima.
- Zvonik katedrale koji se gradio četiri stoljeća.
- Unutrašnjost krstionice (Andrija Aleši).
- Pročelje krstionice s reljefom Krštenja Kristova.
- Sarkofag Svetog Ivana Trogirskog u kapeli.
- Grobnica Mladena III. Šubića Bribirskog (*1315. - †1348.)

## Vanjske poveznice
- Trogirska katedrala (crotours.net)  Arhivirana inačica izvorne stranice od 3. ožujka 2010. (Wayback Machine)
- trogir.org  Arhivirana inačica izvorne stranice od 2. ožujka 2007. (Wayback Machine)
- Obnova trogirske katedrale (Nacional, 2002.)[neaktivna poveznica]
- Obnova trogirske katedrale (Slobodna Dalmacija, 2010.)
- Turistička zajednica Trogira  Arhivirana inačica izvorne stranice od 1. srpnja 2007. (Wayback Machine)

### Ostali projekti
|  | Zajednički poslužitelj ima još gradiva o temi Katedrala Svetog Lovre |